# Institut Keil
Das Institut Keil ist ein 1968 gegründetes Therapiezentrum für Kinder und Jugendliche im 17. Wiener Gemeindebezirk Hernals. Das Institut ist nach seiner Gründerin Helga Keil benannt.

## Programm
Das Institut wendet konduktiv mehrfachtherapeutische Förderung nach András Pető (Zusammenführung von Therapie, Erziehung und Bildung) für cerebral bewegungsgestörte Kinder und Jugendliche aus ganz Österreich an. Heute spielen, lernen und trainieren täglich 180 Kinder und Jugendliche mit und ohne Behinderung im Institut, in Therapiegruppen, integrativen Montessori-Kindergärten, in der integrativen KoMit-Schule (Grundstufe und Sekundaria), im Wohntraining und in speziellen Berufsausbildungsgruppen.
Das Besondere und Erfolgreiche an dieser Förderung ist, dass die Kinder mit Behinderungen von eigens ausgebildeten Mehrfachtherapie-Pädagogen und -konduktoren ganzheitlich und ganztägig gefördert werden. Intensive pädagogische und therapeutische Unterstützung, menschliche Zuwendung und Zusammenarbeit mit den Eltern schaffen die Grundlage für ein späteres selbstbestimmtes Leben. Großer Wert in der Förderung wird auf Eigeninitiative, Selbsthilfe im Alltag und soziale Kontaktaufnahme gelegt. Das Ziel ist die Entfaltung der Persönlichkeit und aktives soziales Leben.
Das Institut ist auch eine Praktikums- und Ausbildungsstelle für Fachkräfte, die sich für ganzheitliche Förderung spastischer Kinder interessieren.